# Orthetrum hintzi
Orthetrum hintzi – gatunek ważki z rodziny ważkowatych (Libellulidae).